# Lista över fossila fyndplatser
Lista över fossila fyndplatser.

## Afrika
| Platsbenämning | Land      | Tidsperiod |
| -------------- | --------- | ---------- |
| Taung          | Sydafrika | pliocene   |
| Jebel Irhoud   | Marocko   | pliocene   |

## Europa
| Platsbenämning | Land      | Tidsperiod |
| -------------- | --------- | ---------- |
| Paris Basin    | Frankrike | eocen      |
| Gotland        | Sweden    | silur      |
| Jurassic coast | England   | jura       |

## Nordamerika
| Platsbenämning | Land                     | Tidsperiod |
| -------------- | ------------------------ | ---------- |
| Burgess Shale  | Kanada: British Columbia | kambrium   |
| Red Gulch      | Wyoming, USA             | jura       |
| Zuni Basin     | New Mexico, USA          | krita      |

## Sydamerika
| Platsbenämning | Land      | Tidsperiod |
| -------------- | --------- | ---------- |
| Bauru Basin    | Brasilien | krita      |